# Wysoka Kopa
Wysoka Kopa (niem. Hinterberg, 1127,6  m n.p.m.) – wzniesienie w południowo-zachodniej Polsce, w Sudetach Zachodnich, w Górach Izerskich, w masywie Wysokiego Grzbietu.
Wzniesienie położone jest w Sudetach Zachodnich, w środkowo-wschodniej części Gór Izerskich, w najwyższej centralnej części Wysokiego Grzbietu Gór Izerskich, między  wzniesieniem Złote Jamy po południowo-zachodniej stronie a Izerskimi Garbami po wschodniej stronie, około 2,65 km na południowy zachód od Rozdroża Izerskiego.

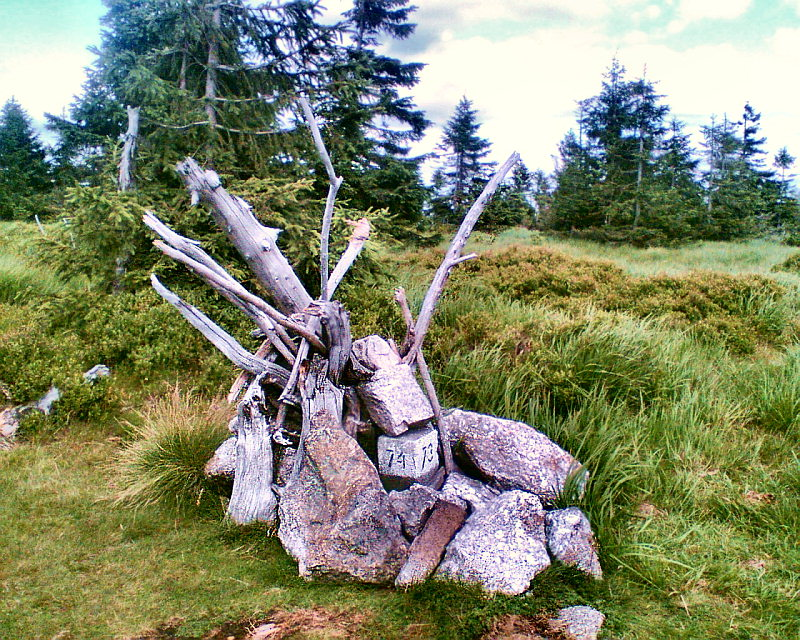
Szczyt Wysokiej Kopy

Najwyższy szczyt Gór Izerskich. Czasami zaliczana jest do masywu Zielonej Kopy.
Łagodna kopuła zbudowana z granitów, gnejsów i łupków, należących do bloku karkonosko-izerskiego, a ściślej do jego północno-zachodniej części – metamorfiku izerskiego.
Bezleśna (w wyniku klęski ekologicznej lat 80. XX w.). Partie wierzchołka porośnięte łąkami subalpejskimi z interesującymi gatunkami roślin (arcydzięgiel litwor, gęsiówka Hallera, zawilec narcyzowy).
Szczyt bardzo często pokrywają chmury. Na Wysokiej Kopie długo (do początków maja) utrzymuje się pokrywa śnieżna.
Obok szczytu prowadzi  czerwony – fragment Głównego Szlaku Sudeckiego ze Świeradowa-Zdroju do Szklarskiej Poręby. Jest to dobry punkt widokowy.
Wysoka Kopa należy do Korony Gór Polski, Korony Sudetów oraz Korony Gór Dolnego Śląska.